# Ribera Alta de l'Ebre
La Ribera Alta de l'Ebre és una de les comarques de l'Aragó.
La llei de creació de la comarca és la 21/2001 del 21 de desembre de 2001.

## Llista de municipis
- Alagó
- Alcalá de Ebro
- Bárboles
- Boquiñeni
- Cabañas de Ebro
- Figueruelas
- Gallur
- Grisén
- La Joyosa
- Luceni
- Pedrola
- Pinseque
- Pleitas
- Pradilla de Ebro
- Remolinos
- Sobradiel
- Torres de Berrellén